# 圖克瑟克山
47°33′08″N 12°17′20″E / 47.55222°N 12.28889°E

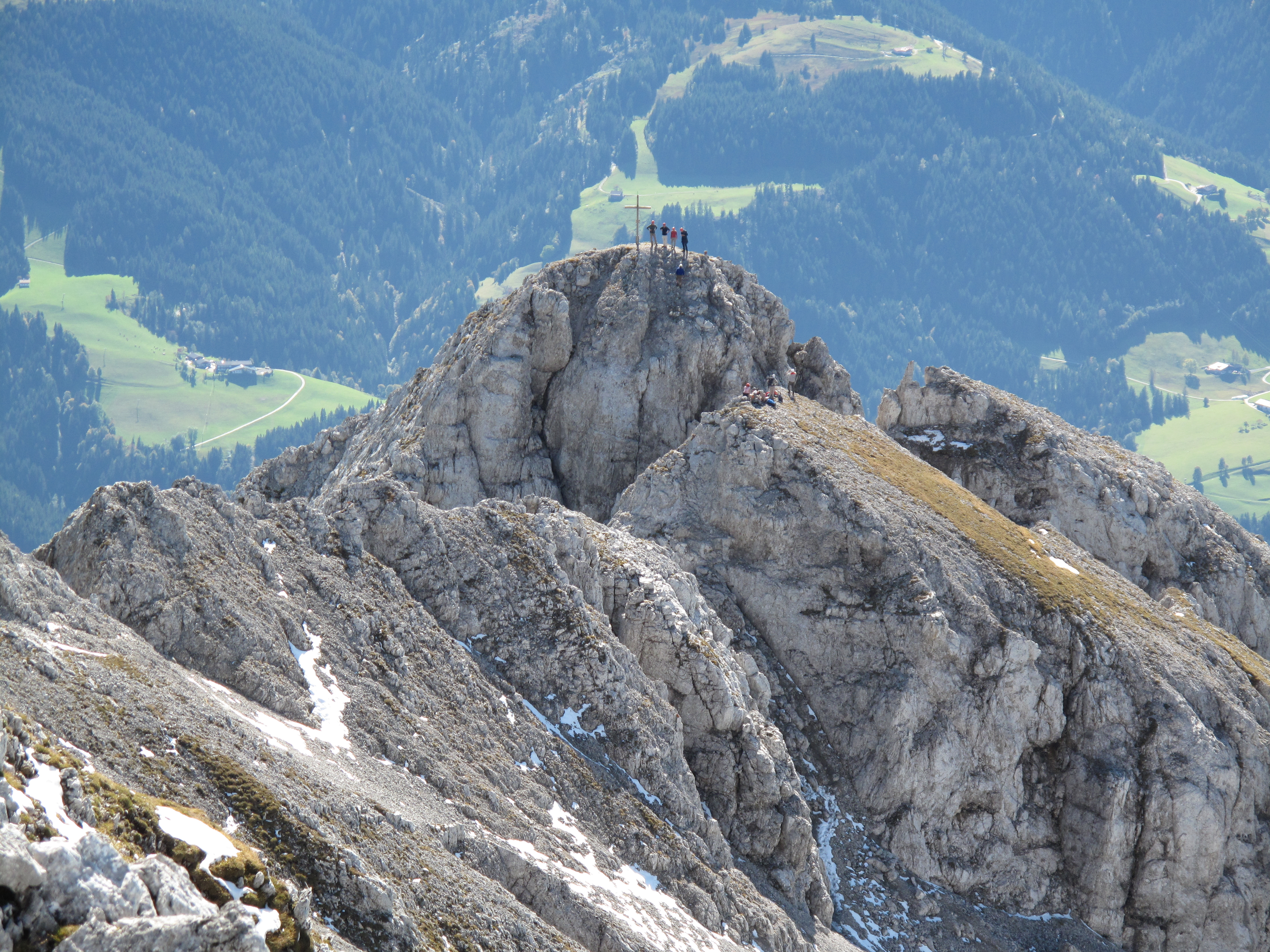

圖克瑟克山（德語：Tuxeck），是奧地利的山峰，位於該國西部，由蒂羅爾州負責管轄，屬於皇帝山脈的一部分，距離特雷福爾山0.1公里，海拔高度2,226米。